# Selenops oculatus
Selenops oculatus là một loài nhện trong họ Selenopidae.
Loài này thuộc chi Selenops. Selenops oculatus được Mary Agard Pocock miêu tả năm 1898.